# Port Blandford
Port Blandford är en ort i Kanada.   Den ligger i provinsen Newfoundland och Labrador, i den östra delen av landet, 1 700 km öster om huvudstaden Ottawa. Port Blandford ligger 17 meter över havet och antalet invånare är 580.
Terrängen runt Port Blandford är huvudsakligen platt. Port Blandford ligger nere i en dal. Runt Port Blandford är det ganska glesbefolkat, med 30 invånare per kvadratkilometer.. Det finns inga andra samhällen i närheten. 
I omgivningarna runt Port Blandford växer i huvudsak blandskog.